# (9884) Příbram
Pour les articles homonymes, voir Pribram.
(9884) Příbram est un astéroïde de la ceinture principale de 4,686 km de diamètre découvert en 1994.

## Description
(9884) Příbram a été découvert le 12 octobre 1994 à Kleť par Miloš Tichý et Zdeněk Moravec. Il doit son nom à la ville de Příbram en Bohême Centrale qui fut le point d'impact, le 7 avril 1959, d'une météorite, pour la première fois détectée par photographie. L'analyse de trajectoire réalisée par Zdeněk Ceplecha conduisit à la découverte de quatre météorites.

### Caractéristiques orbitales
L'orbite de cet astéroïde est caractérisée par un demi-grand axe de 2,38 UA, un périhélie de 2,05 UA, une excentricité de 0,14 et une inclinaison de 1,86° par rapport à l'écliptique. Du fait de ces caractéristiques, à savoir un demi-grand axe compris entre 2 et 3,2 UA et un périhélie supérieur à 1,666 UA, il est classé, selon la JPL Small-Body Database, comme objet de la ceinture principale.

### Caractéristiques physiques
(9884) Příbram a une magnitude absolue (H) de 15,3 et un albédo estimé à 0,046, ce qui permet de calculer un diamètre de 4,686 km. Ces résultats ont été obtenus grâce aux observations du Wide-field Infrared Survey Explorer (WISE), un télescope spatial américain mis en orbite en 2009 et observant l'ensemble du ciel dans l'infrarouge, et publiés en 2011 dans un article présentant les premiers résultats concernant les astéroïdes de la ceinture principale.